# Jablanica (Bulgária)
Jablanica (búlgaro: Ябланица) é uma cidade da Bulgária, localizada no distrito de Lovech. A sua população era de 2,896 habitantes segundo o censo de 2010.

## População
| Jablanica (cidade) | Jablanica (cidade) | Jablanica (cidade) | Jablanica (cidade) | Jablanica (cidade) | Jablanica (cidade) | Jablanica (cidade) | Jablanica (cidade) | Jablanica (cidade) | Jablanica (cidade) | Jablanica (cidade) | Jablanica (cidade) | Jablanica (cidade) | Jablanica (cidade) | Jablanica (cidade) | Jablanica (cidade) | Jablanica (cidade) | Jablanica (cidade) | Jablanica (cidade) | Jablanica (cidade) |
| --- | ------------------ | ------------------ | ------------------ | ------------------ | ------------------ | ------------------ | ------------------ | ------------------ | ------------------ | ------------------ | ------------------ | ------------------ | ------------------ | ------------------ | ------------------ | ------------------ | ------------------ | ------------------ | ------------------ |
| Ano | 1887               | 1910               | 1934               | 1946               | 1956               | 1965               | 1975               | 1985               | 1992               | 2001               | 2002               | 2003               | 2004               | 2005               | 2006               | 2007               | 2008               | 2009               | 2010               |
| População |                    |                    |                    | …                  | …                  | 2,199              | 3,172              | 3,374              | 3,125              | 3,098              | 3,066              | 3,084              | 3,033              | 2,985              | 2,970              | 2,942              | 2,938              | 2,912              | 2,896              |
| Fontes: Instituto Nacional de Estatísticas, „citypopulation.de“, „pop-stat.mashke.org“, Bulgarian Academy of Sciences |                    |                    |                    |                    |                    |                    |                    |                    |                    |                    |                    |                    |                    |                    |                    |                    |                    |                    |                    |